# کلاودیا شولزنکو

کلاودیا شولزنکو در دهه ۱۹۳۰.

کلاودیا ایوانوا شولزنکو (به روسی: Кла́вдия Ива́новна Шульже́нко به اوکراینی: Клавдія Іванівна Шульженко؛ ۲۴ مارس ۱۹۰۶ خارکف-۱۷ ژوئن ۱۹۸۴ مسکو) یک خواننده زن محبوب در اتحاد جماهیر شوروی بود.
شولزنکو در اواخر دهه ۱۹۲۰ با گروه‌های موسیقی جاز و پاپ شروع به آواز خواندن کرد.
او در طول جنگ جهانی دوم در حدود هزار کنسرت برای سربازان شوروی در محاصره لنینگراد و جاهای دیگر اجرا کرد.
در سال ۱۹۴۵ نشان ستاره سرخ به شولزنکو اهدا شد. او به عنوان خواننده پاپ پرسابقه نام هنرمند مردمی اتحاد جماهیر شوروی در سال ۱۹۷۱ را دریافت کرد. وی همچنین برندهٔ جایزه نشان لنین شده است.
در ۱۰ آوریل سال ۱۹۷۶ شولزنکو معروف‌ترین کنسرت خود را در سالن کاخ اتحادیه‌های کارگری اجرا کرد.
موتور جستجوی گوگل روز ۲۴ مارس ۲۰۱۶، لوگوی گوگل دودل خود را به مناسبت ۱۱۰مین سالگرد تولد او تغییر داد.